# 菲圖加
菲圖加（法語：Fittouga），是馬里的城鎮，位於該國北部，由通布圖區的尼亞豐凱省負責管轄，處於尼亞豐凱東南面35公里，面積976平方公里，2009年人口30,627，人口密度每平方公里31.38人。